# Geraldo Concórdia
Geraldo Concórdia da Silva (* 8. September 1950 in Três Corações, Minas Gerais), auch bekannt unter dem Spitznamen Iaúca, ist ein ehemaliger brasilianischer Fußballspieler auf der Position eines Stürmers.

## Laufbahn
Der im selben Ort wie Brasiliens Weltstar Pelé geborene  Geraldo Concórdia da Silva begann seine Profikarriere 1967 beim FC São Paulo. In den nächsten Jahren wechselte er beinahe jährlich innerhalb seines Heimatlandes und spielte unter anderem auch für Athletico Paranaense, Cruzeiro Belo Horizonte, América Mineiro und den América FC (SP).
Im Zeitraum zwischen 1974 und 1976 wechselte Iaúca nach Mexiko, wo er in den nächsten Jahren bei den UANL Tigres unter Vertrag stand.
In der Saison 1976/77, als die Tigres in die Abstiegszone gerutscht waren und in 2 Relegationsspielen gegen den CD Zacatepec antreten mussten, erzielte Iaúca das entscheidende Tor zum Klassenerhalt.
In der darauffolgenden Saison 1977/78, die mit dem ersten Meistertitel der Tigres endete, gelang ihm am 13. August 1977 das Siegtor zum 1:0 gegen den Lokalrivalen CF Monterrey. Es war der allererste Sieg der Tigres im insgesamt siebten Clásico Regiomontano in der mexikanischen Liga.

## Erfolge
- Mexikanischer Meister: 1977/78 (mit UANL Tigres)